# BEWITCHED
BEWITCHED（ビィウィッチト）とは、2017年3月8日に発売された、Diggy-MO'のアルバムである。

## 解説
- 前作『the First Night』より2年ぶりとなる、Diggy-MO'の通算4枚目のアルバム。
- 収録曲の多くが発売前から自身のライブなどで披露されている[1]。また、前作のアルバム『the First Night』のHMVでの予約購入特典にて『首都高2』のストリーミング試聴用カードが付属していた。
- このアルバムのリリースを記念し、2017年3月よりツアー『Diggy-MO’ LIVE TOUR 2017 "BEWITCHED"』を開催（全4公演）。

## 収録曲
1. KISSIN-TRO
2. 先生、
3. SHOTTTTEQKILLA
4. にこにこジョバンニ
5. PTOLEMY
6. YOYOY
7. GIRL MY
8. ASTRONAUT feat.大神:OHGA
9. CLEOPATRA
10. SHE
11. 首都高2